# Hoyorredondo
Hoyorredondo ist ein zentralspanischer Ort und eine Gemeinde (municipio) mit 59 Einwohnern (Stand: 2024) in der Provinz Ávila in der Autonomen Region Kastilien-León. Neben dem namensgebenden Hauptort Hoyorredondo gehören die Weiler La Alameda, La Carrera, Las Casas del Camino, Las Casillas und El Castillo zur Gemeinde.

## Lage und Klima
Die Gemeinde Hoyorredondo liegt auf der Nordseite der Sierra de Gredos im Südwesten der Provinz Ávila in einer durchschnittlichen Höhe von ca. 1045 m. Die Entfernung nach Ávila beträgt knapp 75 km (Fahrtstrecke) in ostnordöstlicher Richtung. Das Klima ist gemäßigt bis warm; der Regen (817 mm/Jahr) fällt mit Ausnahme der trockenen Sommermonate übers Jahr verteilt.

## Bevölkerungsentwicklung
| Jahr      | 1970 | 1981 | 1991 | 2001 | 2011 | 2021 |
| Einwohner | 371  | 242  | 156  | 117  | 87   | 62   |

## Sehenswürdigkeiten
- Kirche MariäHimmelfahrt

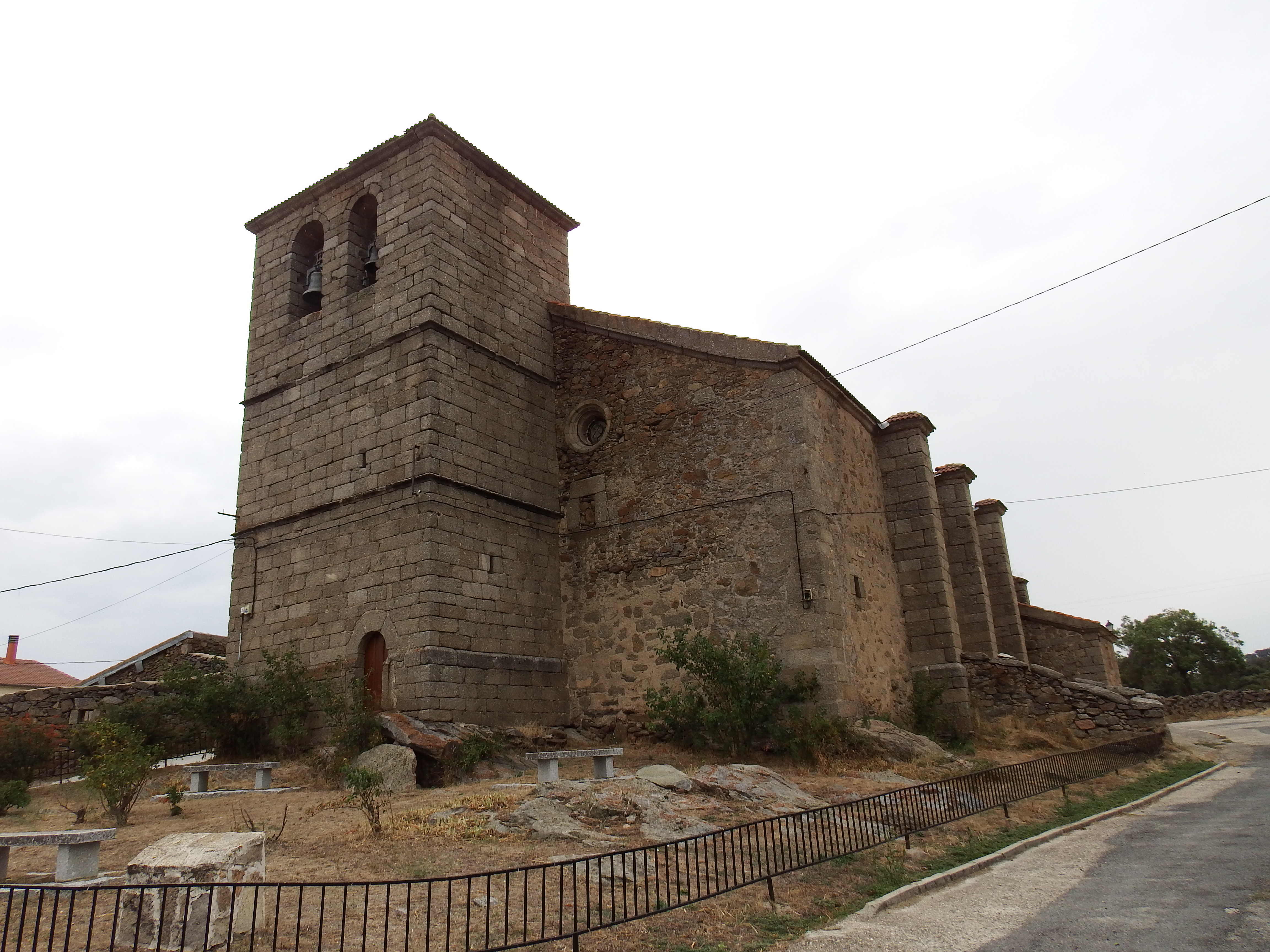
Kirche Mariä Himmelfahrt
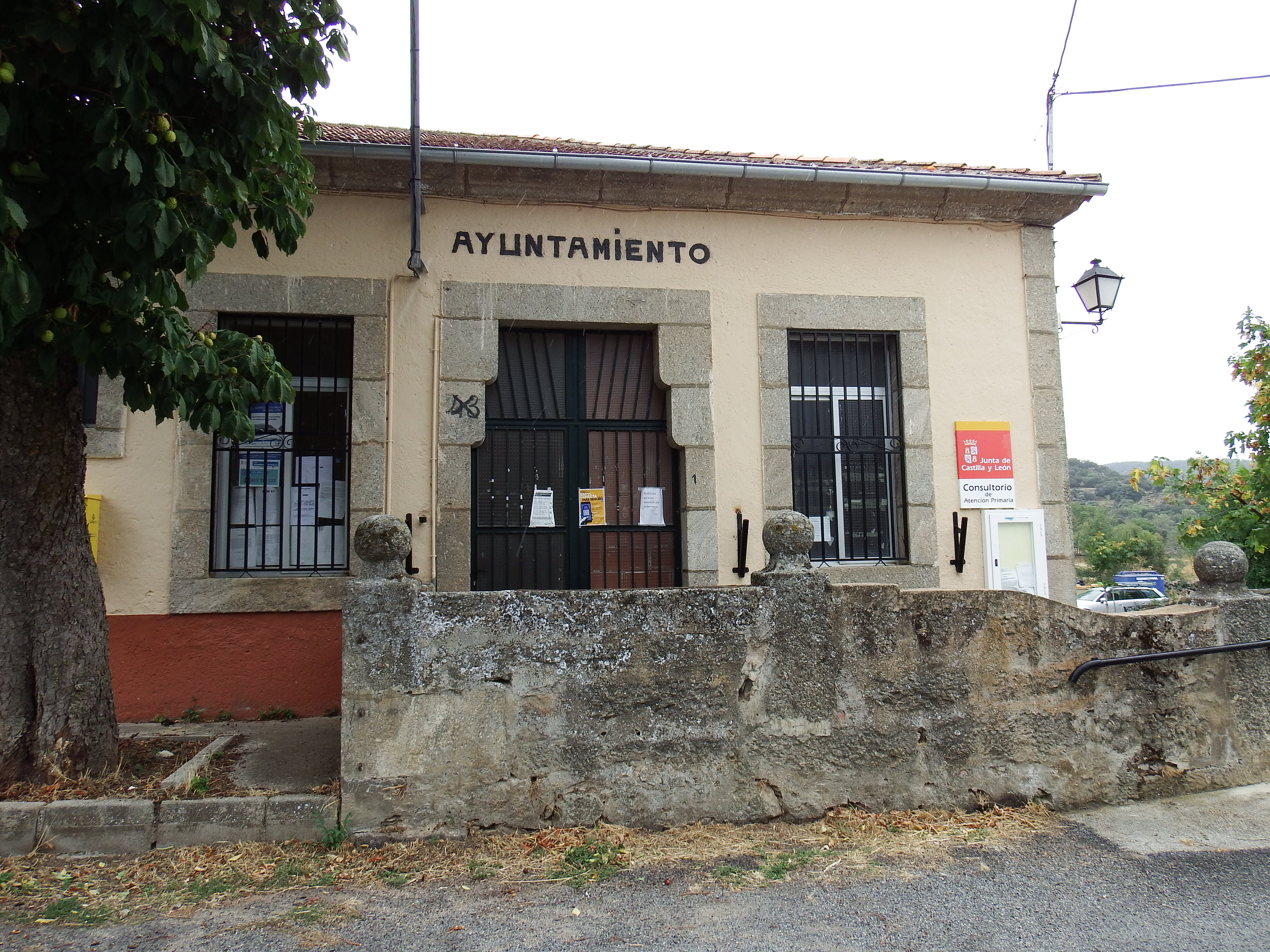
Rathaus